# Liste der Monuments historiques in Vitry-en-Perthois
Die Liste der Monuments historiques in Vitry-en-Perthois führt die Monuments historiques in der französischen Gemeinde Vitry-en-Perthois auf.

## Liste der Immobilien
| Bezeichnung        | Beschreibung                                                       | Standort                  | Kennzeichnung | Schutzstatus | Datum | Bild           |
| ------------------ | ------------------------------------------------------------------ | ------------------------- | ------------- | ------------ | ----- | -------------- |
| Monumentalkreuz    | Sockel und Schaft des 1331 errichteten und 1544 zerstörten Kreuzes | Place de la Croix (Lage)  | PA00078907    | Classé       | 1933  | weitere Bilder |
| Camp des Louvières | vorgeschichtliche Befestigung                                      | westlich des Ortes (Lage) | PA00078925    | Inscrit      | 1991  | weitere Bilder |

## Liste der Objekte
| Bezeichnung                         | Beschreibung                                                                                | Standort                       | Kennzeichnung | Schutzstatus | Datum | Bild |
| ----------------------------------- | ------------------------------------------------------------------------------------------- | ------------------------------ | ------------- | ------------ | ----- | ---- |
| Hauptaltar                          | Altartisch und Tabernakel; Marmor, 18. Jahrhundert                                          | in der Kirche St-Memmie (Lage) | PM51001239    | Classé       | 1975  |      |
| Wendeltreppe                        | Holz, 18. Jahrhundert                                                                       | in der Kirche St-Memmie (Lage) | PM51002215    | Inscrit      | 1974  |      |
| Sechs Altarleuchter                 | Kupfer, 19. Jahrhundert                                                                     | in der Kirche St-Memmie (Lage) | PM51002214    | Inscrit      | 1974  |      |
| Skulptur Kind auf zwei Engelsköpfen | Holz, farbig gefasst und vergoldet, 18. Jahrhundert                                         | in der Kirche St-Memmie (Lage) | PM51002216    | Inscrit      | 1974  |      |
| Kanzel                              | Holz, 18. Jahrhundert                                                                       | in der Kirche St-Memmie (Lage) | PM51001238    | Classé       | 1975  |      |
| Orgel                               | Haupteintrag für PM51001236                                                                 | in der Kirche St-Memmie (Lage) | PM51001776    | Classé       | 1975  |      |
| Orgelprospekt                       | 1789 von Jean Richard für das Kloster Cheminon gebaut, 1792 nach Vitry-en-Perthois versetzt | in der Kirche St-Memmie (Lage) | PM51001236    | Classé       | 1975  |      |
| Skulptur Betendes Kind              | Stein, farbig gefasst, 18. Jahrhundert                                                      | in der Kirche St-Memmie (Lage) | PM51002235    | Inscrit      | 1975  |      |
| Taufbecken                          | Stein, 15. Jahrhundert                                                                      | in der Kirche St-Memmie (Lage) | PM51001234    | Classé       | 1911  |      |
| Gedenktafel an eine Messstiftung    | Bronze, bezeichnet 1453                                                                     | in der Kirche St-Memmie (Lage) | PM51001235    | Classé       | 1911  |      |
| Zwei Skulpturen von Diakonen        | Stein, 18. Jahrhundert                                                                      | in der Kirche St-Memmie (Lage) | PM51001237    | Classé       | 1975  |      |
| Skulptur Heiliger Abdon             | Stein, farbig gefasst, 18. Jahrhundert                                                      | in der Kirche St-Memmie (Lage) | PM51002217    | Inscrit      | 1974  |      |